# Aboudé
Aboudé este o comună din departamentul Agboville, regiunea Agnébi, Coasta de Fildeș.